# Madame de La Lande
Jeanne Françoise, fille de Fiacre de Biaudos, comte de Castéja, et de Jeanne de Guillerme, fut baptisée dans l'église paroissiale de Villers-Tournelle au diocèse d'Amiens le 18 décembre 1672. Demoiselle de Saint-Cyr, elle fut élevée dans cette institution où elle avait été admise en 1686, année de son ouverture. Très vite elle sut s'attacher à Madame de Maintenon qui en fit sa secrétaire, place enviée ouvrant bien des portes à la cour de Versailles où elle se fit fort estimer, et du roi lui-même.

## Biographie
On la maria à Fontainebleau, le 11 octobre 1696, à Jacques Salomon, seigneur de La Lande et de Poulard, gentilhomme commandant l'équipage de chasse du duc de Maine. Les témoins étaient pour le marié : Louis Auguste de Bourbon, duc du Maine, et Louis Alexandre de Bourbon, alors comte de Toulouse, et pour la mariée : Françoise d’Aubigné, marquise de Maintenon et Henri de Mornay, marquis de Montchevreuil, gouverneur et capitaine du château de Saint-Germain-en-Laye, gouverneur du duc de Maine. Étaient également présents Bonne de Pons, marquise d’Heudicourt, cousine de Madame de Montespan et jadis maîtresse du Roi, Anne-Marie-Françoise de Sainte-Hermine, dame d'atours de la duchesse de Bourgogne, épouse du Louis, comte de Mailly, elle aussi mariée par Madame de Maintenon, Bonne de Mornay de Montchevreuil, épouse du comte de Manneville et Nicolas de Malezieu, précepteur du duc de Maine et protégé de Madame de Maintenon. Le contrat de mariage fait au château de Fontainebleau le 8 octobre fut signé du Roi, du Grand Dauphin son fils, du duc et de la duchesse du Maine, de Madame de Maintenon qui avait reçu procuration des parents de la mariée, et des autres témoins. À cette occasion le roi la fit femme de chambre de la duchesse de Bourgogne.
La vie de couple de Madame de La Lande, comme l'appellent les mémorialistes de son temps, s'acheva six ou sept ans plus tard, son mari étant mort d'une chute de cheval. Sa conduite pendant ces années fit l'admiration de tous et servait d'exemple aux « instructions » données aux demoiselles de Saint-Cyr.
Madame de La Lande qui avait été pour un temps intendante de garde-robe de la reine de Sardaigne, fut nommée par Louis XIV sous-gouvernante des Enfants de France le 25 mars 1704 pour seconder la maréchale de la Mothe et la duchesse de Ventadour sa fille. Elle occupa cette charge sous Louis XV également. En 1746, la longue éducation des enfants du roi touchant à sa fin, une Maison fut créé pour Mesdames les Aînées et Madame de La Lande fut chargée de remplir les devoirs d'une dame d'atours avec le titre d'« intendante de la Garde-Robe et d'atour ».
Elle fut, en 1744, témoin au mariage de sa cousine germaine Marie Anne de Biaudos, seconde épouse du marquis de Prie, parrain de Louis XV et cousin des duchesses d'Aumont, de la Ferté et Charlotte de La Mothe-Houdancourt duchesse de Ventadour, toutes trois filles de gouvernante des enfants royaux.
Elle se retira en janvier 1749 et sa succession fut le prétexte d'une violente altercation entre Madame de Pompadour et Maurepas… qui peu après tomba en disgrâce.
Jeanne Françoise de Biaudos de Castéja, épouse Salomon de la Lande, décède le 13 avril 1761 à Versailles laissant un petit-fils, Louis de Gouy d'Arsy.